# 九二式步兵炮
九二式步兵炮是服役于约1930年代至1950年代的一种步兵用对地火炮。在日軍內是作為大隊支援火力，故稱為「大隊炮」。除了日軍以外，中共军队等也曾自行仿制生产。

## 历史

### 日军使用情况

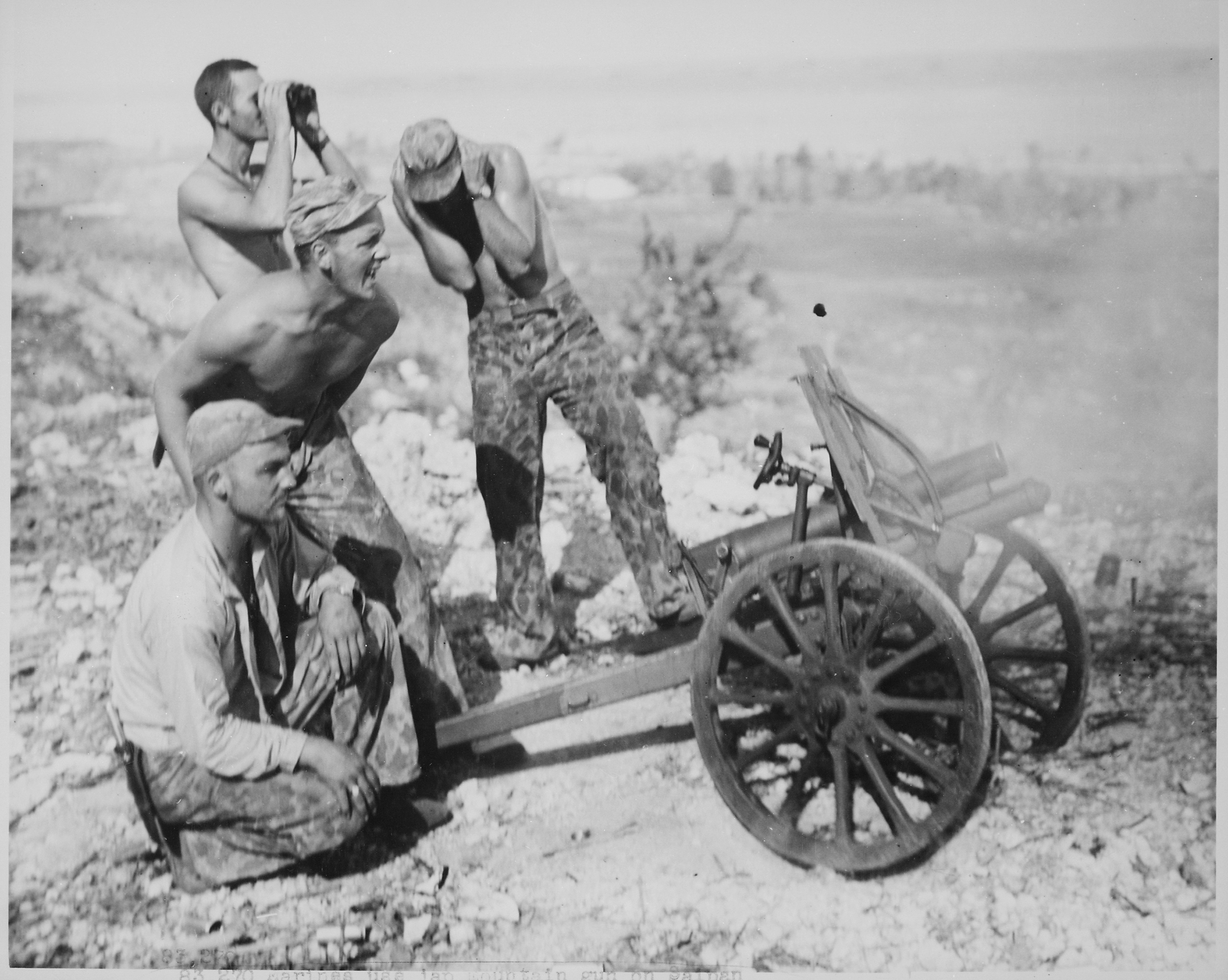
塞班岛上夺取了九二式步兵炮并用以攻击日军的美军

九二式步兵炮是日本神武纪年2592年（公元1932年）开始定型生产的，因而被命名为九二式。其设计初衷是取代十一年式37毫米步兵平射炮。从1931年九一八事变开始装备至1945年战败投降，九二式步兵炮一直是日军的步兵主力装备炮。按照当时日军的编制，每个步兵大队都有一支九二式步兵炮小队，队中有两门九二式。与被称为“联队炮”的四一式山炮一样，九二式被日军称为“大队炮”。由于它的体积相当小，很多人都觉得这门炮就像军队裡的玩具。
一个九二式步兵炮组10人，携带一个基数20发（4个弹药箱，每箱5发），可以人力背负火炮上山入林。
尽管有性能上的不足，从寒冷的满洲到陡峭的山地乃至炎热的南方，九二式始终是日军步兵的主力装备。在二战后期的太平洋地区，日军充分利用了九二式的体积小的特点，将其隐蔽在混凝土工事背后等的地方与登陆美军展开战斗。美军对九二式也有一定的评价。现存资料中有美军缴获九二式并用以攻击日军的记录。

### 中国使用情况
现存资料中，中国共产党领导的八路军及新四军部队在对日军作战中缴获一些九二式步兵炮，并自行生产适用于该炮的炮弹，然后投入使用。八路军控制区域的一些兵工厂也将自行生产的火炮叫九二式，但实际上除口径外设计跟九二式完全不一样，因为当时八路军的生产工艺达不到这个水平。
1948年下半年，解放军胶东兵工七厂成功试制了九二式步兵炮，这是第一种由解放军仿制生产的制式火炮。只是这批仿制品只生产了12门。解放军本身也很希望能大量生产这种步兵炮。1948年12月2日高岗上报中央军委的《1949年军工生产计划报告》中，“制九二步兵炮二百门，炮弹二十万发”。1949年12月13日，东北军区上报中共中央军委的《一九五零年生产任务请示》中，更将九二式步兵炮生产数量提高到500门，炮弹24万发。
朝鲜战争开始后，九二式步兵炮虽有投入战场，但应对美军武器已经力不从心。随着更多苏式装备的加入，九二式步兵炮在中国方面逐渐退出历史舞台。

## 设计
九二式步兵炮参数如下：
- 口径：70毫米
- 炮管长：8.79倍径
- 炮全重：204千克
- 炮全长：2.745米
- 炮全高：0.62米（防盾计算在内）。如果拆除防盾，全高仅为50cm
- 高低射角：-10°至+75°（有资料宣称可达80°以上）
- 范围射界：左右45°
- 弹种：70毫米高爆榴弹（重3.8kg，杀伤半径22m）/榴霰弹/烟幕弹/专用穿甲弹（100m穿30mm）
- 弹重：3.8公斤（高爆弹）
- 炮弹初速：198米/秒
- 最大射程：2788米
- 最小射程：100米
- 运输方式：车辆/畜力/人力拖曳，或分解运输[2]

九二式步兵炮的轮子最初使用的是木轮，后来因为在靠近敌人的时候声音太大才换成铁轮。九二式可以用一匹马拉着移动，也可以分成炮架、炮身、车轮三部分由三匹马运送。如果由士兵运送的话需要10人同行。由于车轮的设计，九二式只能放在车上而不能用汽车牵引。
日军常见的与九二式步兵炮配合使用的测距仪器为班长使用的日本光学生产的“九二式”角形双眼镜，以及普通士兵使用的测距机和50厘米观测镜。中国军队最初缴获的九二式炮瞄准镜基本都已损坏，不得已只好将炮推至距目标100米以内以提高准确度。